# Litteraturfrämjandets stipendiater 1968
Boklotteriet ombildades 1965 till en stiftelse: Litteraturfrämjandet. Anledningen till detta var mest av administrativ karaktär.
Under år 1967 blev överskottet för Boklotteriet cirka 470 000 kronor. Antalet lotter var 1 000 000. 
Litteraturfrämjandet delade 1968 ut följande stipendier:
10 000 kronor
- Hans Botwid
- Bengt Holmqvist
- Sven Lindqvist
- Sonja Åkesson

5 000 kronor
- Emil Hagström
- Åke Hodell
- Gunnar E. Sandgren
- Carl Magnus von Seth
- Bengt Sjögfren
- Göran Sonnevi
- Eva Waldemarsson
- Axel Österberg

3 000 kronor
- Eva Alexanderson
- Göran Börge
- Peter Curman
- Kerstin Ekman
- Per Agne Erkelius
- Per Gunnar Evander
- Arne Lundgren
- Bertil Pettersson
- Bernt Rosengren
- Arnold Rörling
- Kjell Sundberg
- Kerstin Thorvall

Journaliststipendier 3 000 kronor vardera till
- Lars Bjurman
- Hans Dahlberg

Övriga stipendier
- Elisabet Hermodsson  5 000 kronor
- Marianne Höök  5 000 kronor
- Yvonne Berg pseudonym  2 000 kronor
- Anderz Harning  2 000 kronor
- Kerstin Sundh  2 000 kronor
- Nils Parling  2 000 kronor
- Helge Törnros  1 000 kronor

Stipendier till barn- och ungdomsförfattare 3 000 kronor vardera till
- Maria Gripe
- Åke Holmberg
- Gunvor Håkansson
- Allan Rune Pettersson
- Siv Widerberg
- Ulf Malmgren

Stipendier från Arbetarnas bildningsförbund som erhållit medel från Litteraturfrämjandet
- Macke Nilsson  2 500 kronor
- Yngve Tidman  2 500 kronor
- Litteraturfrämjande verksamhet

Stipendium från Aftonbladet som erhållit medel från Litteraturfrämjandet 10 000 kronor till
- Bengt Bratt

Stipendier från Landsbygdens stipendienämnd som erhållit medel från Litteraturfrämjandet 5 000 kronor vardera till
- Helmer Grundström
- Nils Parling

Stipendium från tidningen  Vi som erhållit medel frånLitteraturfrämjandet 5 000 kronor vardera till
- Stig Claesson
- P C Jersild

Stipendium från Fib:s lyrikklubb som erhållit medel från Litteraturfrämjandet
- Elisabeth Hermodsson   5 000 kronor

Litteraturfrämjandets stora pris på 25 000 kronor vardera till
- Sivar Arnér
- Sara Lidman

Litteraturfrämjandets stora romanpris på 15 000 kronor till
- Per Olof Sundman

Carl Emil Englund-priset på 15 000 kronor till
- Sten Hagliden

För Boklotteriets och Litteraturfrämjandets stipendiater övriga år: Se
- 1949 Boklotteriets stipendiater 1949
- 1950 Boklotteriets stipendiater 1950
- 1951 Boklotteriets stipendiater 1951
- 1952 Boklotteriets stipendiater 1952
- 1953 Boklotteriets stipendiater 1953
- 1954 Boklotteriets stipendiater 1954
- 1955 Boklotteriets stipendiater 1955
- 1956 Boklotteriets stipendiater 1956
- 1957 Boklotteriets stipendiater 1957
- 1958 Boklotteriets stipendiater 1958
- 1959 Boklotteriets stipendiater 1959
- 1960 Boklotteriets stipendiater 1960
- 1961 Boklotteriets stipendiater 1961
- 1962 Boklotteriets stipendiater 1962
- 1963 Boklotteriets stipendiater 1963
- 1964 Boklotteriets stipendiater 1964
- 1965 Litteraturfrämjandets stipendiater 1965
- 1966 Litteraturfrämjandets stipendiater 1966
- 1967 Litteraturfrämjandets stipendiater 1967
- 1968 Litteraturfrämjandets stipendiater 1968
- 1969 Litteraturfrämjandets stipendiater 1969
- 1970 Litteraturfrämjandets stipendiater 1970
- 1971 Litteraturfrämjandets stipendiater 1971
- 1972 Litteraturfrämjandets stipendiater 1972